# Suwałki (okręg)
Suwałki (niem. Verwaltungsbezirk Suwalki) – okręg administracyjny utworzony pod koniec 1915 r. w ramach zarządu Ober-Ost na okupowanych przez wojska niemieckie obszarach dawnej guberni suwalskiej. 1 maja 1916 r. został połączony z dotychczasowym okręgiem Wilno w okręg Wilno-Suwałki.